# Marcelin Albert
Pour les articles homonymes, voir Albert.
Marcelin Albert (né le 29 mars 1851 à Argeliers (Aude) et mort le 21 décembre 1921 à Argeliers) est un cafetier et vigneron considéré comme le meneur de la révolte des vignerons du Midi en 1907.

## Biographie
Orphelin de père, élevé par sa mère et son grand-père, il reçoit une instruction secondaire en pension à Carcassonne, qu'il quitte à 16 ans pour travailler dans les vignes familiales. En 1870, il s'engage chez les zouaves et est envoyé en Kabylie. Il se marie en 1873. Élu  conseiller municipal d'Argeliers en 1881, il y tient un café et joue des pièces de théâtre.
En 1900, il se lance dans la lutte pour la défense du vin naturel contre le vin de fraude, contre la restriction des droits des bouilleurs de cru tout d'abord, contre la détaxe sur le sucre par la suite. Le 18 février 1907, il prend sur lui d'envoyer un télégramme à Georges Clemenceau : « Midi se meurt. Au nom de tous, ouvriers, commerçants, viticulteurs, maris sans espoirs, enfants sans pain, mères prêtes au déshonneur, pitié ! Pitié encore pour nobles défenseurs républicains du midi qui vont s'entre déchirer dans combat sanglant. Preuve fraude est faite. La loi du 28 janvier 1903 la favorise. Abroger cette loi, voilà l'honnêteté. Devoir gouvernement empêcher choc. S'il se produit, les clés ouvriront portes prison, pourront jamais rouvrir portes tombeaux. »

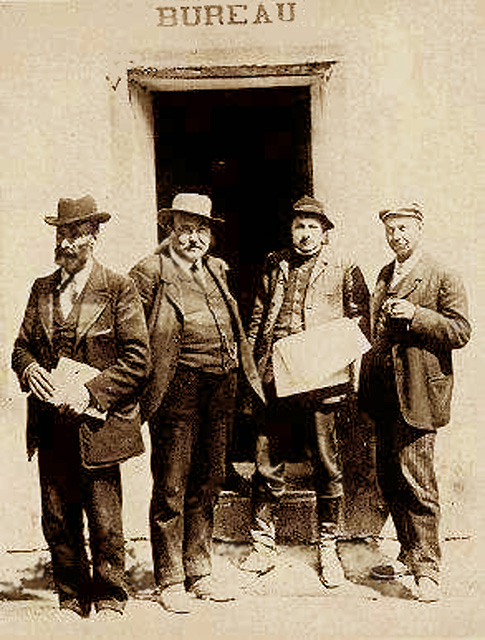
Une partie du Comité d'Argeliers, Marcelin Albert, Marius Cathala, Louis Blanc et le médecin Senty.

Un historien décrit ainsi le principal organisateur : « Petit paysan d'Argeliers, aux allures de Christ Espagnol, Marcelin Albert est un touche à tout : directeur d'une troupe théâtrale, cafetier et vigneron. Dans son village, on le surnomme lo Cigal (la Cigale, à cause de son esprit fantasque et insouciant). Depuis 1900, il se lance dans la lutte pour la défense du vin naturel contre le vin de fraude. Il est l'initiateur de la révolte des vignerons qui commence le 11 mars 1907. »
Le 11 mars 1907, le signal de la révolte est donné par un groupe de vignerons du Minervois, dans le village d'Argeliers. Ils sont menés par Marcelin Albert et Élie Bernard lequel fonde le Comité de défense viticole ou Comité d'Argeliers. Il organise une marche, avec 87 vignerons, vers Narbonne, pour avoir une entrevue avec une commission parlementaire. Après ses dépositions, le Comité de défense fait un tour de ville en chantant pour la première fois La Vigneronne, qui dès ce jour-là devint  l'hymne de la révolte des gueux.
Le 24 mars, devant 300 personnes se tient un premier meeting organisé par le Comité d’Argeliers à Sallèles-d'Aude. Marcelin Albert, se fait remarquer par ses dons d'orateur et son charisme. Pour les viticulteurs présents, il devient l'apôtre, le roi des gueux, le rédempteur. Le principe de tenir chaque dimanche un meeting dans une ville différente est adoptée.
Le 21 avril, dix à quinze mille viticulteurs se retrouvent à Capestang. Ce dimanche a lieu la publication du premier numéro du Tocsin édité par le comité d’Argeliers. C'est un hebdomadaire dont Marcelin Albert assume la direction et Louis Blanc la rédaction. Ce numéro contient une adresse au parlement afin que soit votée une loi contre la fraude.

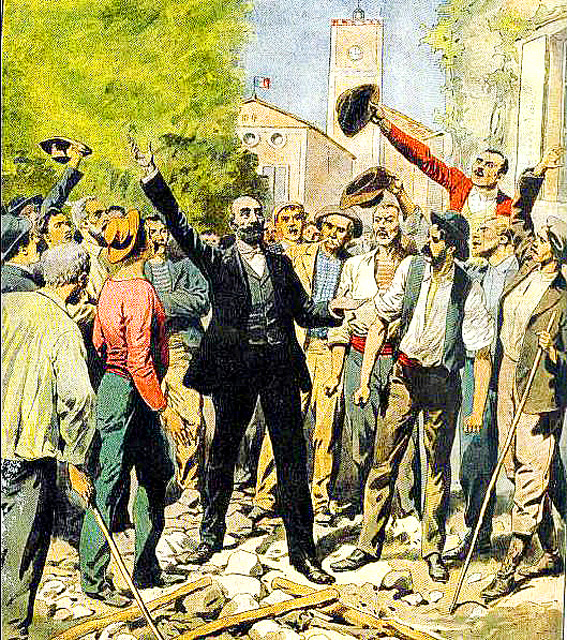
Marcelin Albert triomphant est acclamé à Montpellier. (le décor du dessin comporte une petite erreur car sont représentés en fond la mairie et la tour de l'horloge d'Argeliers)

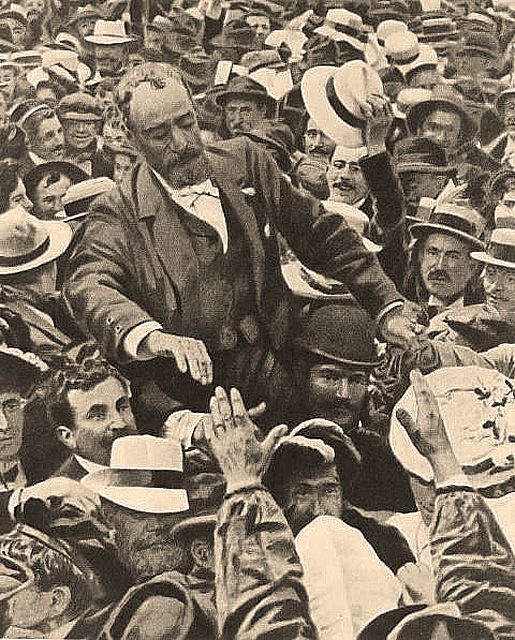
Marcelin Albert porté en triomphe à Montpellier, le 9 juin 1907.

La date du 9 juin 1907, avec le gigantesque rassemblement de Montpellier va marquer l'apogée de la contestation vigneronne dans le Midi de la France. La place de la Comédie est envahie par une foule de 500 000 personnes. C'est une des plus grandes manifestations de la troisième République. Dans son discours, Ernest Ferroul, en tant que maire de Narbonne appelle à la démission de tous ses collègues du Languedoc-Roussillon. Il prône ouvertement la désobéissance civile. Quant à Marcelin Albert, il prononce un tel discours que le journaliste du Figaro en fut bouleversé et écrivit : « C’était fou, sublime, terrifiant. »
Jusqu'alors, les manifestations dominicales s'étaient déroulées dans le calme et la discipline. Elles se voulaient pacifiques. Mais Clemenceau jugea que force devait rester à la loi et pour rétablir l'ordre fit appel à l'armée. Depuis le 17 juin, 22 régiments d’infanterie et 12 régiments de cavalerie occupaient tout le Midi. La gendarmerie reçut alors ordre d’incarcérer les responsables des manifestations.
Le 19 juin, Ernest Ferroul est arrêté au petit matin à son domicile à Narbonne par le 139e régiment de cuirassiers, et emprisonné à Montpellier. Trois autres membres du comité de défense viticole se livrent aux gendarmes à Argeliers. La nouvelle de l'arrestation programmée de tous les membres du Comité d'Argeliers met le feu aux poudres.
Marcelin Albert, qui n'a pas été arrêté, est caché dans le clocher d'Argeliers. Un nouveau comité de défense clandestin est aussitôt formé. Louis Blanc en assume la direction.

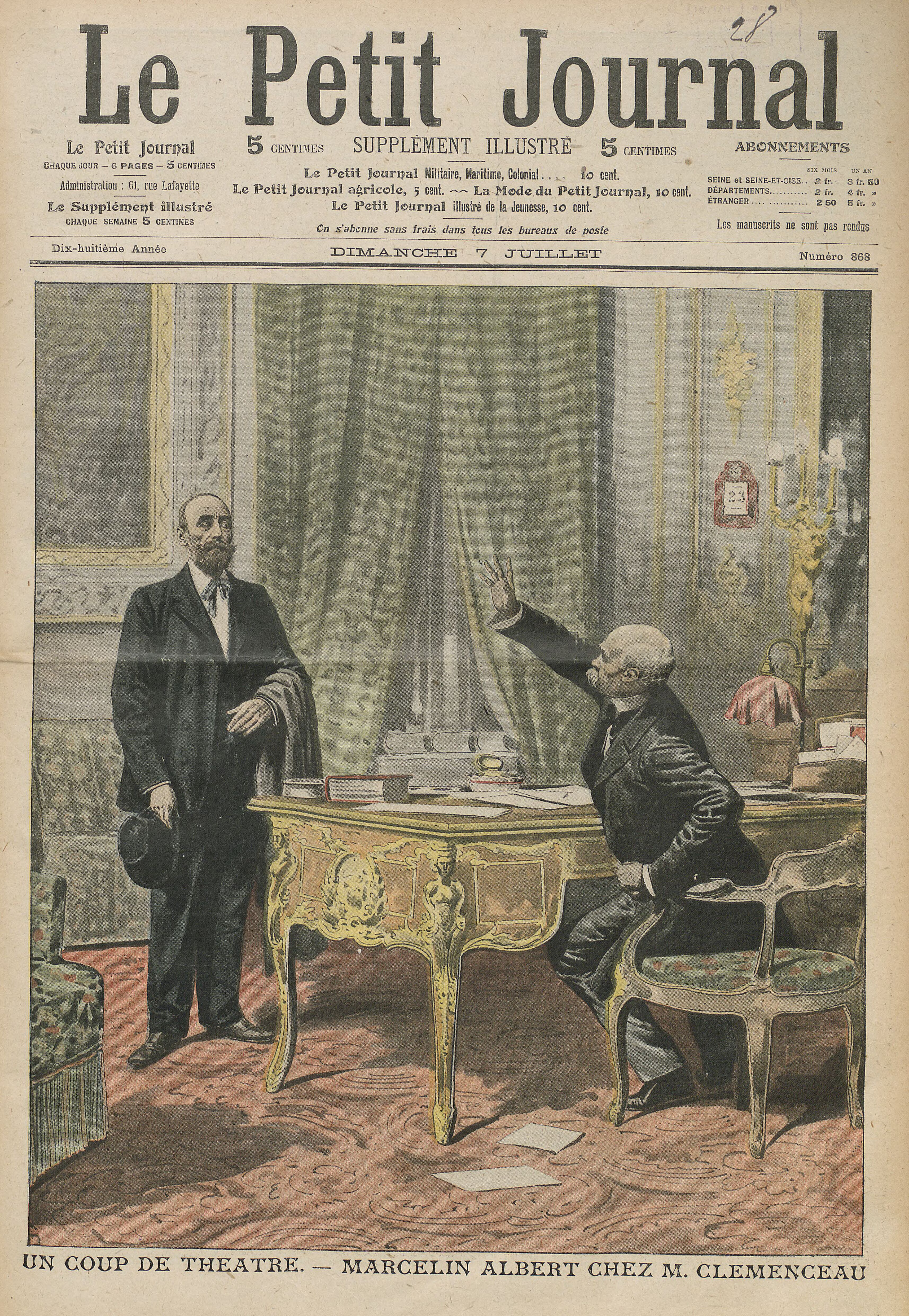
Marcelin Albert face à Clemenceau, à la une du Petit Journal du 7 juillet 1907.

Pourchassé par la police, Marcelin Albert est contraint de se cacher puis de se sauver à Paris où il arrive le 22 juin. L'Assemblée nationale, en plein débat sur le projet de loi contre la fraude, refuse de le recevoir. Informé, Georges Clemenceau, accepte de lui accorder une audience. Le président du conseil, le reçoit le 23, place Beauvau en tant que ministre de l'Intérieur.
Au cours de leur entrevue, il fait promesse de réprimer la fraude si, en contrepartie, Albert retourne dans le Languedoc pour calmer la rébellion. Son interlocuteur accepte même de se constituer prisonnier. Clemenceau lui signe un sauf-conduit pour retourner dans l’Aude et lui remet cent francs pour payer son retour en train. Marcelin Albert a la naïveté d'accepter,.
Le chef du gouvernement va en profiter pour donner sa version aux journalistes de la presse politique en mettant particulièrement en exergue l'histoire du billet de banque. Les quotidiens nationaux en font leurs choux gras et Marcellin Albert du statut de rédempteur passe dès lors à celui de vendu. Le 24 juin, il est de retour à Narbonne. Il rencontre les membres du nouveau comité de défense et tente de les convaincre de suspendre le mouvement. Mais l’entretien avec Clemenceau a totalement discrédité Albert aux yeux de ses compagnons. Il manque de se faire lyncher par ses anciens amis.

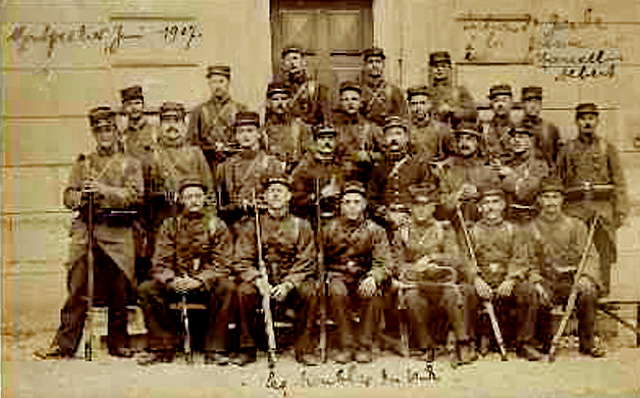
Militaires du 52e gardant le Palais de Justice de Montpellier où s'est constitué prisonnier Marcelin Albert.

Le 26 juin, Albert se rend à Montpellier pour se constituer prisonnier.
En juillet-août 1907, il est candidat aux élections départementales ; le 4 août, il est élu conseiller d'arrondissement dans le canton de Ginestas, où il réside. Il démissionne aussitôt.
Lors de sa libération, devenu persona non grata dans l'Aude, il doit partir s'installer en Algérie. Là, les viticulteurs se cotisent pour celui qui a défendu leur profession, mais Marcelin Albert meurt dans la misère.

## Hommages
Surnommé Lo Cigal (prononcer "Lou cigal", la cigale) dans son village et par Ferroul (parce qu'il haranguait la foule depuis un platane), considéré comme l'Apôtre et le Rédempteur par les vignerons du Languedoc-Roussillon, il fut baptisé par Frédéric Mistral Lo grand bolegaire dòu brave pòble de la tèrrail, le grand meneur du brave peuple de la terre. Il est aujourd'hui considéré comme un héros local audois. Le collège de Saint-Nazaire-d'Aude est nommé Marcelin-Albert.
La Calandreta de Bize-Minervois, école associative, laïque, bilingue, à pédagogie active et alternative, a pour nom Lo cigal en hommage à Marcelin Albert.